# Kilijský rajón
Kilijský rajón (ukrajinsky Кілійський район) byl rajón v Oděské oblasti na Ukrajině. Hlavním městem byla Kilija a rajón měl přibližně 50 tisíc obyvatel. 

## Sídla v rajónu
- Kilija
- Vylkove